# 886 Washingtonia
Washingtonia (asteróide 886) é um asteróide da cintura principal com um diâmetro de 90,56 quilómetros, a 2,341619 UA. Possui uma excentricidade de 0,2632139 e um período orbital de 2 069,46 dias (5,67 anos).
Washingtonia tem uma velocidade orbital média de 16,70726386 km/s e uma inclinação de 16,83391º.
Esse asteróide foi descoberto em 16 de Novembro de 1917 por George Peters.